# بیگار، لانارکشر جنوبی
بیگار، لانارکشر جنوبی (به انگلیسی: Biggar, South Lanarkshire) یک شهرک در اسکاتلند است که در لانارکشر جنوبی واقع شده‌است. بیگار ۲٬۳۰۱ نفر جمعیت دارد.